# Günse
Der Günse ist 4,9 Kilometer langer, orografisch linker Nebenfluss der Olpe im nordrhein-westfälischen Olpe. Er fließt durch die Stadtteile Thieringhausen, Günsen und Olpe. 